# Declaración de los Derechos del Niño

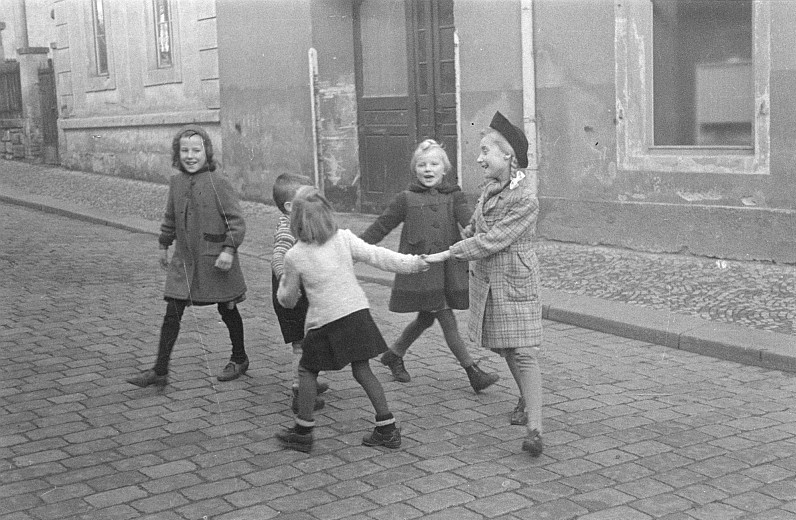
Niños jugando

La  Declaración de los Derechos del Niño fue aprobada el 20 de noviembre de 1959 de manera unánime por los 78 Estados miembros que componían entonces la Organización de Naciones Unidas.
Está  basada a su vez en la Declaración de Ginebra sobre los Derechos del Niño, de 1924, y recoge 10 principios. Tras esta declaración, en 1989 se firmó la Convención sobre los Derechos del Niño, con 54 artículos. Aparte de la extensión, las principales diferencias entre ambas es que el cumplimiento de una convención es obligatorio y, por otra parte, la de 1989 cambia el enfoque considerando a las niñas y niños como sujetos de protección y no solo como objetos de la misma.

## Declaración de los Derechos del Niño (1924)
El texto del documental, publicado por la Unión Internacional Save the Children en Ginebra el 23 de febrero de 1923, es el siguiente:
1. El niño debe recibir los medios necesarios para su normal desarrollo, tanto material como espiritualmente.
2. El niño que tiene hambre debe ser alimentado, el niño que está enfermo debe ser amamantado, el niño que está atrasado debe ser ayudado, el niño delincuente debe ser recuperado y el huérfano y el abandonado deben ser protegidos y socorridos.
3. El niño debe ser el primero en recibir alivio en momentos de angustia.
4. El niño debe estar en condiciones de ganarse la vida y debe ser protegido contra toda forma de explotación.
5. El niño debe ser educado en la conciencia de que sus talentos deben dedicarse al servicio de sus semejantes.
Este texto fue aprobado por la Asamblea General de la Sociedad de Naciones el 26 de noviembre de 1924 como la Carta Mundial de Bienestar Infantil y fue el primer documento de derechos humanos aprobado por una institución intergubernamental. Fue reafirmado por la Liga en 1934. Jefes de Estado y de Gobierno se comprometieron a incorporar sus principios en la legislación nacional. En Francia se ordenó que se exhibiera en todas las escuelas.
El documento original, en los archivos de la ciudad de Ginebra, lleva las firmas de varios delegados internacionales, entre ellos Jebb, Janusz Korczak y Gustave Ador , expresidente de la Confederación Suiza.

## Historia
Después de considerar varias opciones, incluida la de redactar una declaración completamente nueva, las Naciones Unidas resolvieron en 1946 adoptar el documento, en una versión mucho más amplia, como su propia declaración de los derechos del niño. Muchos gobiernos diferentes participaron en el proceso de redacción. En 1948 se adoptó una versión ligeramente ampliada, con siete puntos en lugar de cinco. Luego, el 20 de noviembre de 1959, la Asamblea General de las Naciones Unidas adoptó una Declaración de los Derechos del Niño, basada en la estructura y el contenido de la Ley de 1924. original, con diez principios. Una resolución adjunta, propuesta por la delegación de Afganistán, pidió a los gobiernos que reconozcan estos derechos, luchen por su aceptación y publiquen el documento lo más ampliamente posible. Esta fecha ha sido adoptada como el Día Universal del Niño .
Esta Declaración fue seguida en 1989 por la Convención sobre los Derechos del Niño , adoptada por la Asamblea General de las Naciones Unidas, adoptada y abierta a la firma, ratificación y adhesión mediante la resolución 44/25 de la Asamblea General del 20 de noviembre de 1989; entrada en vigor el 2 de septiembre de 1990, de conformidad con el artículo 49.